# グラニット島自然娯楽公園
グラニット島自然娯楽公園 (英: Granite Island Recreation Park)は南オーストラリア州ヴィクターハーバーの南東0.6キロメートル (0.37マイル)に位置するグラニット島全域を含んだ自然保護区である。州都アデレードからは南に約120キロメートル (75マイル)離れている。この自然公園は南オーストラリア州で最も観光客が訪れる自然公園として報じられている。1972年自然公園並びに野生生物に関する法に則って1999年に自然娯楽公園に制定され、国際自然保護連合の 種と生息地管理地域(IV)にランク付けさせられた。